# Palermo Centrale
Palermo Centrale (włoski: Stazione di Palermo Centrale) – największa stacja kolejowa w Palermo, na Sycylii, we Włoszech. Stacja posiada 5 peronów.
Stacja obsługuje około 52 000 pasażerów dziennie. Od 2001 roku, za pośrednictwem odnogi stacji Piraineto na linii Palermo-Trapani, pociągami firmy Trinacria Express obsługuje lotnisko „Falcone-Borsellino” (codzienne, cykliczne odjazdy z Punta Raisi i Palermo Centrale z czasem przejazdu 45 minut i przystankami w Vespri, Palazzo Reale-Orleans, Notarbartolo, Francia i Piraineto). Palermo Centrale obsługuje również podróżnych z kierunku Trapani.
| Palermo Centrale                     |  |                                        |
| Linia Palermo – Mesyna (0,000 km)    |  |                                        |
|                                      |  | Palermo Brancaccio odległość: 2,903 km |
| Linia Palermo – Trapani (0,000 km)   |  |                                        |
|                                      |  | Vespri odległość: 2,650 km             |
| Linia Palermo – Katania (0,000 km)   |  |                                        |
|                                      |  | Palermo Brancaccio odległość: 2,903 km |
| Linia Palermo – Agrigento (0,000 km) |  |                                        |
|                                      |  | Palermo Brancaccio odległość: 2,903 km |